# Louis Orr
Louis McLaughlin Orr, né le 7 mai 1958 à Cincinnati, Ohio et mort dans la même ville le 15 décembre 2022, est un ancien joueur américain de basket-ball. Il évolue durant sa carrière au poste d'ailier ou d'ailier fort.
Issu de l'équipe universitaire de l'Orange de Syracuse, il est drafté en 1980 par les Pacers de l'Indiana en 28e position.
Il évolue en NBA durant 8 saisons dans les équipes des Pacers de l'Indiana puis des Knicks de New York.
Après sa carrière de joueur, il devient entraîneur de plusieurs équipes universitaires.
Orr meurt le 15 décembre 2022 à l'âge de 64 ans.